# 李夏 (1986年)
李夏（1986年7月—2019年8月11日），汉族，安徽省黄山市人，中华人民共和国基层干部。

## 生平
2007年9月，参加工作。2008年2月，担任铜陵市地震局信息中心任技术员。2011年9月，进入长安镇人民政府工作。2014年12月，加入中国共产党。2016年，担任长安镇纪委副书记。2018年12月，担任荆州乡政府纪委书记。2019年4月，同时担任中共荆州乡党委委员。2019年8月10日，超强台风利奇马入境当地，他在巡查中突遇山体塌方因公殉职。8月11日早晨6时左右，遗体被找到。
2020年12月3日，中共中央追授“全国优秀共产党员”称号。